# Iubiții Domnului
Iubiții Domnului este un film românesc din 2000 regizat de Dan Alexe.